# Kernkraftwerk Salem
Das Kernkraftwerk Salem (englisch Salem Nuclear Power Plant) steht im Bundesstaat New Jersey in der  Nähe von Lower Alloways Creek Township, Salem County und gehört zu 42,59 % der Exelon Generation LLC und zu 57,41 % der PSEG Nuclear LLC, welche das Kraftwerk betreibt. Unmittelbar nebenan steht das Kernkraftwerk Hope Creek.

## Geschichte
Geplant wurde das Kraftwerk ab 1966. Der Baubeginn von Block 1 und 2 erfolgte am 25. September 1968. Gebaut wurden die zwei Druckwasserreaktoren von der Firma Westinghouse. Die Aufnahme des kommerziellen Betriebs von Block 1 erfolgte am 30. Juni 1977, bei Block 2 am 13. Oktober 1981.

## Betriebsbewilligung
In den USA wird die Betriebsbewilligung (engl. license) für ein Kernkraftwerk von der Nuclear Regulatory Commission (NRC) zunächst für einen Zeitraum von bis zu 40 Jahren erteilt. Der Zeitraum von 40 Jahren basierte ursprünglich auf dem Zeitraum für die Abschreibung von Anlagevermögen. Der Atomic Energy Act of 1954 erlaubt eine (auch mehrmalige) Verlängerung der Betriebserlaubnis um jeweils 20 Jahre.
Die ursprüngliche Betriebsbewilligung für den Block 1 wurde dem Betreiber PSEG Nuclear, LLC am 1. Dezember 1976 durch die NRC erteilt. Sie wurde am 30. Juni 2011 bis zum 13. August 2036 verlängert.
Für den Block 2 wurde die ursprüngliche Bewilligung am 20. Mai 1981 erteilt. Sie wurde am 30. Juni 2011 bis zum 18. April 2040 verlängert.

## Daten der Reaktorblöcke
| Reaktorblock | Reaktortyp         | Netto- leistung | Brutto- leistung | Baubeginn  | Netzsyn- chronisation | Kommer- zieller Betrieb | Betriebs- bewilligung | Abschaltung |
| ------------ | ------------------ | --------------- | ---------------- | ---------- | --------------------- | ----------------------- | --------------------- | ----------- |
| Salem-1      | Druckwasserreaktor | 1.174 MW        | 1.228 MW         | 25.09.1968 | 25.12.1976            | 30.06.1977              | 13.08.2036            |             |
| Salem-2      | Druckwasserreaktor | 1.130 MW        | 1.170 MW         | 25.09.1968 | 03.06.1981            | 13.10.1981              | 18.04.2040            |             |